# Tatort: Hackl
Hackl ist ein Fernsehfilm aus der Krimireihe Tatort. Der vom Bayerischen Rundfunk produzierte Beitrag ist die 1228. Tatort-Episode und wurde am 12. März 2023 im SRF, im ORF und im Ersten ausgestrahlt. Das Münchner Ermittlerduo Batic und Leitmayr ermittelt in seinem 92. Fall.

## Handlung
Adam Moser verunglückt unter fragwürdigen Umständen tödlich mit seinem Motorrad. Schnell wird klar, dass er unweit seiner Wohnung gezielt mit einem Laserpointer geblendet wurde und deshalb verunfallte. Die Ermittlungen führen die Kommissare Franz Leitmayr und Ivo Batic zu einem stadtbekannten Querulanten im Münchner Hasenbergl, dem vorbestraften Johannes Bonifaz Hackl. Als in seinem Garten Teile eines Laserpointers gefunden werden, wird er verhaftet, kann aber nach einem Angriff auf die Haftrichterin entkommen.
Verdächtig ist aber auch Hackls Nachbar Jonas Mittermeier, ein Teenager und Computer-Nerd, der mit Hackl um eine entwendete Drohne stritt und der auch als Eigentümer des Laserpointers identifiziert wird.
Am Ende kommt heraus, dass Jonas’ überforderte, alleinerziehende Mutter Adam geblendet und anschließend gemeinsam mit ihrer Freundin Ulli die Spuren auf Hackl gelenkt hat. Sie war neidisch auf den netten Jungen aus der Nachbarschaft, dem einfach alles gelang, der in der Schule und bei Freunden anerkannt war und dann auch noch eine hübsche Freundin hatte, die auch von ihrem Sohn begehrt wurde. Jonas, der die Tat seiner Mutter mitbekommen hatte, steht so unter psychischen Druck, dass er einen Zusammenbruch erleidet.
Hackl versucht unterdessen, sich der Festnahme durch Selbstverbrennung zu entziehen. Schwer verletzt kommt er in ein Krankenhaus auf die Intensivstation, wo er seinen schweren Verbrennungen erliegt.

## Hintergrund
Der Film wurde vom 20. April bis zum 20. Mai 2022 in München gedreht. Der Fußballnationalspieler Joshua Kimmich spielt in einer Nebenrolle einen Fitnesstrainer.

## Kritiken
Judith von Sternburg urteilte in der Frankfurter Rundschau: Die Filmmacher „Gabler und Bischof zeigen […] einen Menschen, der in die Enge gedrängt wird. Der Verlauf ist schockierend, auch die Polizei ist schockiert. Als es zum Äußersten kommt, sieht man Leitmayrs entsetzten Blick. Eine großartige Rolle für Burghart Klaußner, der sonst im seriösen Fach zu Hause und kaum wiederzuerkennen ist.“
In der Süddeutsche Zeitung wertete Claudia Fromme: „Es wird ermittelt, es gibt eine überraschende Wendung am Schluss, Kenny schleicht weiter durchs Bild, aber darum geht es nur am Rande. Dieser Tatort […] ist das Protokoll einer überforderten Gesellschaft, bei dem das Sozialdrama stärker ist als der Krimi. Es geht um abgehängte Menschen in einer reichen Stadt, die sich am Ende doch selbst am nächsten sind und schnell auf einen wie den Hackl zeigen, bei dem ja wirklich ständig die Sicherungen durchbrennen. Warum, danach fragt keiner.“
Christian Buß schrieb im Spiegel: „Die meisten Charaktere bleiben blass wie der FC-Bayern-München-Star Joshua Kimmich, der bei einem Gastauftritt als Fitnesstrainer in einer Mucki-Bude am Hasenbergl namens ‚Pump Up 24/7‘ grüne Smoothies aus Litergläsern in sich hineinschüttet und dramaturgisch sonst wenig hermacht. […] Das Problem ist, dass wir nicht schlau daraus werden, was Hackl, diesen Hannibal Lecter vom Hasenbergl, eigentlich so wütend macht.“
kino.de meinte: Der „Krimi [verschenke] ohne Not sein größtes Pfund und offenbart gerade auf dem Terrain eine ungeahnte Schwäche, welches eigentlich dank Bestbesetzung ausreichend abgesteckt sein sollte. Zum Glück springt [der Jugendliche] Jonas [(Lorenzo Germeno)] in die Bresche und sorgt neben Kalli-Hammermann-Darsteller Ferdinand Hofer dafür, dass der ‚Hackl-Tatort‘ trotz der ausgelassenen Möglichkeiten ein Hingucker bleibt. Auch die ansonsten klassisch gehaltene Struktur des Krimis tut ihr übriges, um den neuesten Münchner ‚Tatort‘ zu einem unterm Strich sehenswerten Unterfangen zu machen. “

## Einschaltquoten
Die Erstausstrahlung von Hackl am 12. März 2023 wurde in Deutschland von 9,56 Millionen Zuschauern gesehen und erreichte einen Marktanteil von 30,7 % für Das Erste.